# برغندي (لون)
البرغندي هو لون أحمر أرجواني داكن.